# Барбоза, Седрик
Седри́к Барбоза́ (фр. Cédric Barbosa; 6 марта 1976, Обена, Франция) — французский футболист, игравший на позиции полузащитника.

## Клубная карьера

### «Олимпик Алес»
Седрик Барбоза — начинал карьеру в клубе «Олимпик Алес». За основную команду клуба начал выступать в сезоне 1994/95, когда «Алес» играл в Дивизионе 2. По итогам сезона 1995/96 «Олимпик» выбыл в Насьональ. Полузащитник ещё 1 сезон отыграл в команде, после чего перешёл в «Монпелье».

### «Монпелье»
В составе новой команды футболист принял участие в кубке Интертото 1997. В Дивизионе 1 Барбоза дебютировал 2 августа 1997 года в матче против «Страсбура», заменив Сильвена Депласа на 74-й минуте встречи
.
Первый гол за «Монпелье» полузащитник забил в ворота Стефана Ле Гаррека из «Лорьяна» 3 октября 1998 года.
В 1999 году «Монпелье» вновь принимал участие в кубке Интертото и стал его победителем. Седрик Барбоза сыграл в рамках турнира 12 матчей и забил 1 гол. Чемпионат этого же сезона сложился для команды неудачно: по его итогам «Монпелье» вылетел в Дивизион 2.
Год спустя «Монпелье» занял третье место в Дивизионе 2 и вернулся в сильнейший дивизион. Барбоза внёс вклад в этот успех, сыграв 32 матча и забив 4 гола.

### «Ренн»
27 июля 2003 года Седрик Барбоза стал игроком «Ренна». Впервые сыграл за «красно-чёрных» в матче третьего тура чемпионата Франции против «Сошо», заменив во втором тайме встречи Стефана Н'Гуэма
.
Победный гол в ворота «Монако», забитый 20 декабря 2003 года стал для футболиста первым в «Ренне»
.
В сезоне 2005/06 Барбоза дебютировал в Кубке УЕФА, заменив на поле Этьена Дидо по ходу матча группового этапа турнира с бухарестским «Рапидом»
.
С сезона 2005/2006 полузащитник выступал за «Ренн» нерегулярно. За это время он провёл за команду лишь 25 матчей в различных турнирах и летом 2006 года продолжил карьеру в «Труа».

### «Труа»
Первый выход Барбозы на поле в составе новой команды состоялся 9 сентября 2006 года в матче Лиги 1 против лионского «Олимпика»
.
Футболист открыл счёт своим голам за «Труа» 27 января 2007 года, поразив ворота Бенуа Бенвеню из «Тулузы»
.
По итогам сезона 2006/07 «Труа» занял 18-е место в чемпионате и выбыл в Лигу 2. Тем не менее Седрик Барбоза продолжил играть в высшем дивизионе Франции, перейдя в «Мец».

### «Мец»
Барбоза дебютировал в команде 5 августа 2007 года в матче с «Ле Маном»
.
За «Мец» полузащитник выступал до окончания сезона 2008/09 и сыграл за команду 54 матча в Лиге 1, Лиге 2 и кубке Франции.

### «Эвиан»
В июле 2009 года полузащитник вернулся во Францию и стал игроком «Эвиана», выступавшего в Лиге Насьональ. В сезоне 2009/2010 «Эвиан» выиграл Лигу 3, а год спустя — и Лигу 2.
14 августа 2011 года Седрик Барбоза сыграл первый матч за команду в Лиге 1 (против «Ниццы»)
.
В составе «Эвиана» Барбоза стал финалистом Кубка Франции 2012/13.

## Достижения
«Монпелье»
- Обладатель кубка Интертото: 1999

 «Эвиан»
- Финалист Кубка Франции: 2012/13
- Победитель Лиги 2: 2010/11
- Победитель Лиги 3: 2009/10

## Статистика
| Клуб                    | Сезон                   | Чемпионат               | Чемпионат | Чемпионат | Кубки | Кубки | Еврокубки | Еврокубки | Всего | Всего |
| Клуб                    | Сезон                   | Лига                    | Игры      | Голы      | Игры  | Голы  | Игры      | Голы      | Игры  | Голы  |
| ----------------------- | ----------------------- | ----------------------- | --------- | --------- | ----- | ----- | --------- | --------- | ----- | ----- |
| Олимпик Алес            | 1994/95                 | Дивизион 2              | 17        | 1         | 0     | 0     | 0         | 0         | 17    | 1     |
| Олимпик Алес            | 1995/96                 | Лига 2                  | 11        | 0         | 0     | 0     | 0         | 0         | 11    | 0     |
| Олимпик Алес            | 1996/97                 | Насьональ 1             | ?         | ?         | 1     | 0     | 0         | 0         | ?     | ?     |
| Всего за «Олимпик Алес» | Всего за «Олимпик Алес» | Всего за «Олимпик Алес» | ?         | ?         | 1     | 0     | 0         | 0         | ?     | ?     |
| Монпелье                | 1997/98                 | Дивизион 1              | 2         | 0         | 0     | 0     | 3         | 0         | 5     | 0     |
| Монпелье                | 1998/99                 | Дивизион 1              | 22        | 1         | 3     | 0     | 0         | 0         | 25    | 1     |
| Монпелье                | 1999/00                 | Дивизион 1              | 30        | 1         | 3     | 0     | 12        | 1         | 45    | 2     |
| Монпелье                | 2000/01                 | Дивизион 2              | 32        | 4         | 2     | 0     | 0         | 0         | 34    | 4     |
| Монпелье                | 2001/02                 | Дивизион 1              | 28        | 2         | 3     | 0     | 0         | 0         | 31    | 2     |
| Монпелье                | 2002/03                 | Лига 1                  | 33        | 4         | 1     | 0     | 0         | 0         | 34    | 4     |
| Всего за «Монпелье»     | Всего за «Монпелье»     | Всего за «Монпелье»     | 147       | 12        | 12    | 0     | 15        | 1         | 174   | 13    |
| Ренн                    | 2003/04                 | Лига 1                  | 32        | 2         | 5     | 1     | 0         | 0         | 37    | 3     |
| Ренн                    | 2004/05                 | Лига 1                  | 6         | 0         | 1     | 0     | 0         | 0         | 7     | 0     |
| Ренн                    | 2005/06                 | Лига 1                  | 13        | 0         | 3     | 0     | 2         | 0         | 18    | 0     |
| Всего за «Ренн»         | Всего за «Ренн»         | Всего за «Ренн»         | 51        | 2         | 9     | 1     | 2         | 0         | 62    | 3     |
| Труа                    | 2006/07                 | Лига 1                  | 30        | 2         | 0     | 0     | 0         | 0         | 30    | 2     |
| Всего за «Труа»         | Всего за «Труа»         | Всего за «Труа»         | 30        | 2         | 0     | 0     | 0         | 0         | 30    | 2     |
| Мец                     | 2007/08                 | Лига 1                  | 20        | 4         | 2     | 1     | 0         | 0         | 22    | 5     |
| Мец                     | 2008/09                 | Лига 2                  | 30        | 0         | 2     | 0     | 0         | 0         | 32    | 0     |
| Всего за «Мец»          | Всего за «Мец»          | Всего за «Мец»          | 50        | 4         | 4     | 1     | 0         | 0         | 54    | 5     |
| Эвиан                   | 2009/10                 | Лига 3                  | 28        | 2         | 4     | 1     | 0         | 0         | 32    | 3     |
| Эвиан                   | 2010/11                 | Лига 2                  | 23        | 3         | 3     | 1     | 0         | 0         | 26    | 4     |
| Эвиан                   | 2011/12                 | Лига 1                  | 28        | 8         | 4     | 0     | 0         | 0         | 32    | 8     |
| Эвиан                   | 2012/13                 | Лига 1                  | 30        | 8         | 6     | 0     | 0         | 0         | 36    | 8     |
| Эвиан                   | 2013/14                 | Лига 1                  | 8         | 0         | 0     | 0     | 0         | 0         | 8     | 0     |
| Всего за «Эвиан»        | Всего за «Эвиан»        | Всего за «Эвиан»        | 117       | 21        | 17    | 2     | 0         | 0         | 134   | 23    |
| Всего за карьеру        | Всего за карьеру        | Всего за карьеру        | ?         | ?         | 43    | 4     | 17        | 1         | ?     | ?     |